# Drapeau de l'Ohio
Le drapeau de l'Ohio (en anglais : Flag of Ohio) est le drapeau officiel de l'État américain de l'Ohio, constitué d'une forme pentagonale irrégulière, à cinq bandes horizontales d'inégale largeur, alternativement rouges et blanches, accompagnées au guindant d'un triangle d'azur contenant 17 étoiles blanches et un disque blanc à fond rouge.

## Historique
Conçu pour l'Exposition pan-américaine de 1901 par John Eisenmann, architecte et designer pour la Commission d'État de l'Ohio au service de cette manifestation, il est adopté officiellement un an plus tard comme drapeau de l'État,.

## Forme
Le drapeau de l'Ohio est le seul drapeau d'un État fédéré des États-Unis à ne pas être de forme rectangulaire,. L'étendard du gouverneur est de forme rectangulaire.

## Étendard du gouverneur

L'étendard du gouverneur reprend le sceau de l'Ohio sur fond rouge.

Sur l'étendard du gouverneur de l'État, les 13 étoiles représentent les treize premiers États des États-Unis. En son centre, il reprend le motif du sceau de l'Ohio en couleurs sur fond rouge.

## Symbolique
Arborant les couleurs nationales des États-Unis, le drapeau de l'Ohio présente un large triangle bleu évoquant les vallées et les collines de l'Ohio, ainsi que des bandes représentant les routes et les voies navigables. Les cinq bandes rappellent que l'Ohio est l'un des cinq États qui composent les territoires du Nord-Ouest (Ohio, Michigan, Indiana, Illinois et Wisconsin). Les 17 étoiles signifient quant à elle que l'Ohio est le 17e État à intégrer les États-Unis, en 1803. Le disque blanc avec le centre rouge représente non seulement la première lettre du nom de l'État, mais également la plante emblématique de l'État (Aesculus glabra), appelé marronnier de l'Ohio, qui lui donne son surnom « The Buckeye State ».